# Octodon pacificus
Octodon pacificus is een zoogdier uit de familie van de schijnratten (Octodontidae). De wetenschappelijke naam van de soort werd voor het eerst geldig gepubliceerd door R. Hutterer in 1994.

## Voorkomen
De soort komt voor in Chili.